# Ion (DC Comics)
Ion è un personaggio immaginario, un supereroe della DC Comics. Creato dallo scrittore Judd Winisck e dall'artista Dale Eaglesham per Green Lantern vol. 3 n. 145, Ion fu concepito come la nuova identità di supereroe per il protagonista di Green Lantern, Kyle Rayner. Si scoprì successivamente che si trattava di un simbionte benevolente, che concedeva volontariamente i suoi poteri all'ospite che abitava. Questo seguì una retcon con Parallax, originariamente il nuovo alias da super criminale di Hal Jordan, che si scoprì essere l'impersonificazione parassitica della paura nella miniserie Green Lantern: Rebirth del 2004-2005.

## Biografia del personaggio
Non appena gli esseri senzienti svilupparono la forza di volontà, nacque Ion, dalla lunghezza d'onda verde del cosiddetto "Spettro emozionale". La sua esistenza fu tenuta segreta per eoni, e risiedette all'interno della Batteria del Potere Centrale su Oa per mantenere Parallax, l'entità parassita della paura imprigionata al suo interno, sotto controllo, e per donare ai Guardiani dell'Universo, ai Manhunters, ai Green Glob, agli Halla's, e poi al Corpo delle Lanterne Verdi, una porzione del suo sconfinato potere. Dopo che Hal Jordan, sotto l'influenza di Parallax e di Sinestro, distrusse la Batteria del Potere Centrale, Ion, insieme a Parallax e a Sinestro, fu liberato. Dopo aver vagato attraverso il cosmo, infine si insediò all'interno di Kyle Rayner come ospite.

### Potere di Ion
Kyle assunse prima l'identità di Ion dopo una lunga serie di eventi derivanti dalla morte della sua fidanzata, Alex. Prima, espulse inconsciamente da sé tutti i sentimenti di rabbia, che presero la forma di un incubo infantile di Kyle e che si autonominò Oblivion. Kyle sconfisse Obilvion nella storia Circle of Fire, e, come risultato, i suoi poteri furono potenziati. Nel corso del tempo, il suo potere divenne sempre più grande, finché Kyle capì di stare facendo ricorso ai residui di energia verde che Hal Jordan lasciò intorno al sole quando lo riaccese. Dopo una battaglia per il controllo del potere contro il criminale Nero, Kyle assorbì tutto il potere del Corpo delle Lanterne Verdi, e prendendo così il soprannome di Ion.
Kyle utilizzò le sue nuove abilità per ricreare una nuova razza di Guardiani dell'Universo sul pianeta Oa, e li mise sotto le cure di Ganthet a cui ordinò di insegnare loro l'umiltà, e quindi ricaricò la Batteria del Potere Centrale. Poco dopo, Kyle si spogliò delle sue nuove abilità, quando capì di stare perdendo il contatto con le persone che proteggeva.

### Ritorno di Ion
Poco dopo aver ripreso l'identità di Lanterna Verde, Kyle divenne Ion ancora una volta, quando Jade trasferì a lui tutte le sue abilità, dopo la sua morte durante gli eventi della guerra tra Rann e Thanagar. A questo seguì da una miniserie dedicata ad Ion, lunga 12 numeri. La serie seguiva Kyle mentre accettava il suo nuovo ruolo di "Tedoforo" per i Guardiani e per il Corpo. Mentre si adattava, dovette confrontarsi contro i suoi peggiori nemici di quando era una Lanterna Verde e con l'improvvisa malattia di sua madre. Gli eventi della serie si rivelarono essere una cospirazione contro di lui e servirono a lanciarlo verso il suo ruolo nella Guerra contro i Sinestro Corps, e verso gli eventi di Countdown to Final Crisis.

### Guerra contro i Sinestro Corps
Il primo numero di "Sinestro Corps War" rivelò che, come le origini di Parallax, il simbionte Ion è un essere separato, estratto a forza da Kyle ed imprigionato su Qward dai Sinestro Corps. Dopo aver espulso Ion da Rayner, Sinestro costrinse Kyle a legarsi a Parallax, che invase l'ex Lanterna Verde e prese il controllo del suo corpo. L'entità di Ion fu poi liberata da numerosi membri del Corpo delle Lanterne Verdi, dopo che fu sottoposto ad esperimenti per mano dell'Anti-Monitor.
In Green Lantern Corps n. 17, i Guardiani, sentendo che Kyle avrebbe servito meglio il Corpo come Lanterna Verde, scelsero il Daxamita Sodam Yat come nuovo ospite di Ion.
Essendo testimone della creazione del nuovo Ion, Superman-Prime si confrontò con lui e combatterono nei cieli sopra New York. I due erano pari in termini di potere finché il combattimento non si spostò in un impianto nucleare, dove la fisiologia Daxamita di Sodam Yat lo indebolì grandemente a causa della grande fonte di piombo presente nel reattore. Mentre tentava i fuggire dall'impianto nucleare, Prime infilzò Yat con una spranga di piombo. I suoi poteri furono diminuiti dall'avvelenamento da piombo, e fu battuto fin quasi alla morte da Superman-Prime.
In Tales of the Sinestro Corps Presents: Ion, dopo gli eventi della guerra, i Guardiani chiesero a Rayner di assistere Sodam Yat nel adattamento al suo nuovo ruolo. Mentre si parlava della storia di Yat e del suo comportamento come Lanterna Verde, si scoprì che Sodam indossava perennemente un anello del potere (nonostante la possessione dei poteri di Ion) per evitare che l'avvelenamento da piombo nel suo corpo lo uccidesse. Furono quindi attaccati da Nero, che fu liberato durante l'assalto iniziale su Oa, ma che non partecipò alla storia globale della storia del Sinestro Corps. Kyle combatté il meno che fosse possibile per incoraggiare Sodam ad abbracciare il suo nuovo status come Ion. Infine, Sodam sconfisse Nero nello stesso modo in cui lo fece Kyle Rayner, quando Nero ottenne per la prima volta il suo anello giallo e prima della creazione del Sinestro Corps: prese il controllo dei costrutti di Nero.
Yat continuò a sostenere il potere di Ion come orgoglioso membro del Corpo delle Lanterne Verdi prima di riaccendere il sole rosso di Daxam.

### La notte più profonda
Quando Sinestro divenne uno con l'Entità Bianca, vide l'inizio dell'esistenza e le origini dello spettro emozionale. Ion si rivelò essere il primo essere vivente che spinse sé stesso a muoversi.

### Nel giorno più splendente
Durante l'episodio Nel giorno più splendente, si scoprì che Sodam Yat era ancora vivo e manteneva giallo il sole di Daxam. Una figura con mantello si fece strada verso il sole di Daxam, svegliando Yat dal suo stato inconscio e facendogli rinunciare al possesso dell'entità di Ion. Mentre Sodam fu lanciato su Daxam e il sole giallo ritornava rosso, la figura con il mantello ritornò su Ryot con l'entità di Ion, che al collo portava un monolito con il simbolo delle Lanterne Verdi, nello stesso modo cui toccò a Parallax.